# マラ・リイェカ橋梁

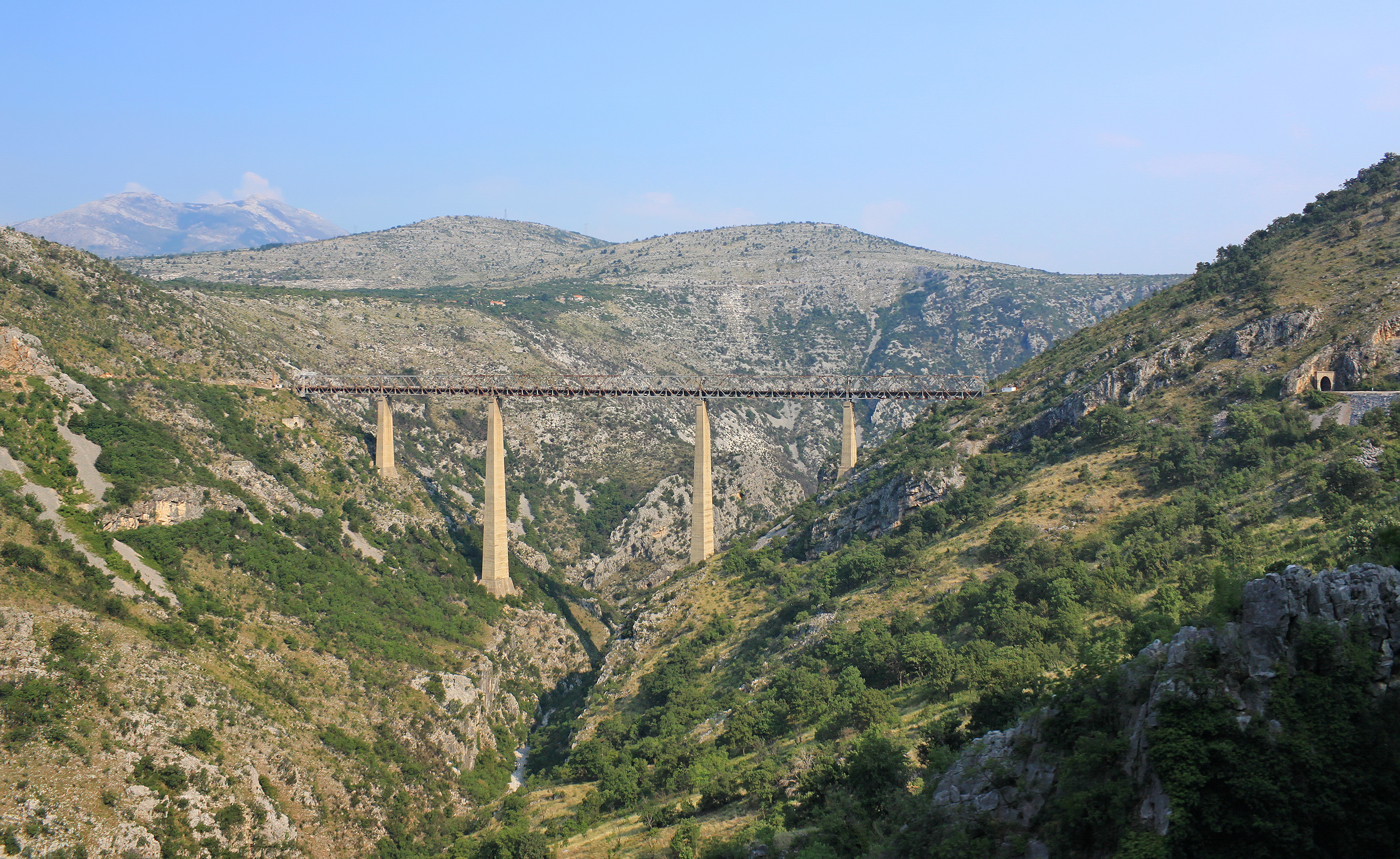
マラ・リイェカ橋梁

マラ・リイェカ橋梁（セルビア語: Мост изнад Мале Ријеке)はモンテネグロの首都ポドゴリツァの北20kmに位置する、ベオグラード＝バール鉄道の鉄道橋である。

## 概要
建設計画は1969年に開始され、1973年に完了した。マラ・リイェカ橋梁はフランスのファデ橋梁を抜いて世界一高い鉄道橋となっている。橋の全長は498.8mで、橋梁の高さは下を流れるマラ・リイェカ(小さい川の意)の上198mにあり、ベオグラード＝バール鉄道では一番長い橋梁となっている。
橋の建設には36,600m³のコンクリートと、100,000トンの鋼材が使われている。4本の橋脚で支えられ、最大幅になる所ではテニスコートより大きい。ベルギー人のエクストリームスポーツリストのセドリック・デュモンは2008年9月11日にマラ・リイェカ橋梁から初めてベースジャンピングを行った人物である。